# Ferrovia Milano-Bologna (alta velocità)
La ferrovia ad alta velocità Milano-Bologna è una linea ferroviaria che collega Milano e Bologna, dotata degli standard ferroviari dell'Alta Velocità (AV) e dell'Alta capacità (AC) per la maggior parte del suo percorso. Affianca e rinforza l'importante asse ferroviario nord-sud rappresentato dalla ferrovia Milano-Bologna. Per distinguere le due linee il gestore della rete ferroviaria nazionale RFI S.p.A. ha adottato la dicitura di "Linea Tradizionale" per quella storica e di "Linea AV/AC" per quella nuova.
La linea è parte dell'Asse ferroviario 1 della Rete ferroviaria convenzionale trans-europea TEN-T.
Da Milano Centrale a Bologna Centrale la linea è lunga 214,694 km. Il suo tempo di percorrenza è di circa 1 ora.

## Storia

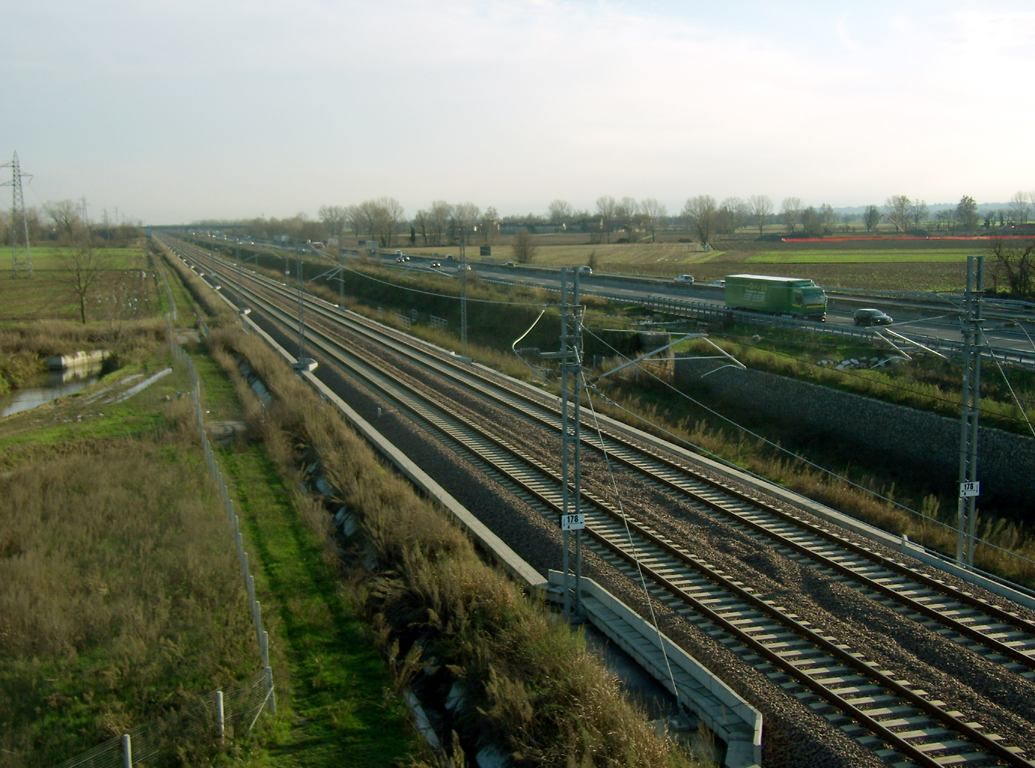
La linea presso Pieve Fissiraga (LO)

Il quadruplicamento della Milano-Bologna, con la costruzione di una linea dedicata all'alta velocità, venne annunciato, come già previsto e di imminente realizzazione, dall'Ufficio Relazioni aziendali del neo-costituito Ente Ferrovie dello Stato nella pubblicazione curata dagli ingegneri della Direzione Centrale Alta Velocità delle FS (di allora) e diffusa a mezzo stampa nel gennaio 1988. Il rallentamento di tutto il progetto di ristrutturazione delle ex Ferrovie dello Stato dovuto alle varie vicende giudiziarie del periodo fece sì che solo nel dicembre del 1993, nel corso della Conferenza di Servizi della Milano-Bologna, si ricominciasse a parlarne concretamente giungendo all'approvazione del progetto esecutivo.
Il primo tratto della nuova Milano-Bologna è stato aperto il 1º giugno 1997 dalle Ferrovie dello Stato; era un quadruplicamento da Milano Rogoredo al Bivio Sordio nato allo scopo di liberare il tronco Rogoredo-San Zenone al Lambro dai treni a media e a lunga percorrenza che non effettuavano fermate fra le due località. Si trattava di un'infrastruttura che serviva a migliorare la circolazione nei pressi del nodo di Milano e pertanto fu concepita e costruita con criteri identici a quelli presenti su tutte le altre linee italiane.
Nel 2002 sono stati aperti i cantieri per la costruzione del quadruplicamento della restante linea. La costruzione è stata affidata alla società TAV S.p.A..
Il 29 maggio 2005 venne attivata l'interconnessione di Melegnano-Tavazzano che sostituì il Bivio Sordio e la sua interconnessione a raso. L'11 settembre dell'anno successivo venne attivato il tronco Castelfranco-Lavino, mentre il 10 ottobre 2007 è stato aperto il tratto tra Lavino e la stazione di Santa Viola.
Nel novembre 2007 si è conclusa sia la posa dei binari sia la predisposizione degli impianti tecnologici e della linea elettrica per tutto il resto della ferrovia. Il 16 dicembre 2007 è iniziato il ciclo di prove in vista della sua apertura. Durante questi test, alle ore 17:23 del 1º marzo 2008, come riportato dai maggiori organi di stampa, è stato raggiunto l'allora record italiano di velocità ferroviaria. Il convoglio ETR 500 Y1 RFI di RFI S.p.A. ha infatti raggiunto i 355 km/h nel tratto tra il Posto di Movimento Livraga e il primo bivio Parma Est, e precisamente nel territorio del Comune di Fontanellato, battendo così il precedente primato di 352 km/h che era stato invece fissato alle ore 17:35 del 25 maggio 2006 dal convoglio diagnostico sperimentale ETR 500 Y2 RFI (sempre di RFI S.p.A.) alla progressiva chilometrica 59 della tratta AV-AC Torino-Novara.
La linea ferroviaria tra il Bivio/P.C. Melegnano e il Bivio Castelfranco Est è stata aperta in pre-esercizio il 2 ottobre 2008. Di conseguenza i tratti fra il Bivio Melegnano e Tavazzano e fra la stazione di Castelfranco Emilia e il Bivio Castelfranco Est sono stati tramutati in linee d'interconnessione fra la Tradizionale e la AV-AC. L'inaugurazione dell'intera linea è avvenuta il 13 dicembre 2008 con un viaggio inaugurale effettuato da un ETR 500 Frecciarossa, classificato come ES* AV 29405, con a bordo giornalisti e varie autorità politiche. L'apertura al traffico commerciale è stata realizzata il giorno successivo, a seguito dell'introduzione dei nuovi orari Trenitalia.
Il costo totale dell'opera è stato stimato in 6.43 miliardi di euro.
Il 6 febbraio 2020 si è verificato il primo incidente sulla linea ferroviaria. Il treno Frecciarossa 9595, partito alle 5:10 dalla stazione di Milano Centrale e diretto a quella di Salerno, espletato dal Frecciarossa 1000 21, alle 5:30 è deragliato sugli scambi del Posto di Movimento di Livraga, in provincia di Lodi, causando la morte dei due macchinisti e il ferimento di trentuno persone tra viaggiatori ed equipaggio.

## Caratteristiche

### Considerazioni generali
Il tracciato della linea si snoda quasi interamente in rilevato, con un percorso che segue quasi del tutto quello dell'Autostrada A1 per un totale tra le due estremità di 182 km. I viadotti, di notevole entità e dimensioni, coprono circa 32 km del totale, mentre è stato possibile limitare i tratti in galleria a poco più di 3 km. La velocità base del progetto è stata fissata in 300 km/h, con raggio di curvatura minimo di 5450 m e distanza interasse dei binari di cinque metri. Nel modenese, a causa di problemi di pianificazione urbanistica, si è dovuto ricorrere all'accentuazione dei raggi di curvatura fino a 3450 m limitando di conseguenza anche la velocità massima, ammessa tra 240 e 260 km/h; è allo studio un progetto di innalzamento delle rotaie esterne al fine di poter aumentare la velocità in curva. Nel 2017 sono state installate nel tratto Reggio Emilia-Modena le mensole OMNIA di tipo AV permettendo di innalzare la velocità del tratto modenese dai 250 ai 270 km/h.

### Armamento e trazione
La linea ferroviaria è a doppio binario armata da rotaie Vignoles UNI 60 E 1 a scartamento ordinario da 1435 mm, con traverse in cemento armato precompresso da 260 cm dal peso di 400 kg.
Alle traverse, poste a interasse di 60 cm, sono fissate, mediante attacco elastico Pandrol, le rotaie saldate a scintillio.
La linea è elettrificata in corrente alternata con tensione di 25 kV e frequenza di 50 Hz, fatta eccezione per le tratte Milano Centrale - Bivio/PC Melegnano (ca. 23 km) e bivio Castelfranco Est - stazione di Bologna Centrale (ca. 18 km), alimentate a 3 kV in corrente continua.
Le interconnessioni con la linea tradizionale sono elettrificate a 3 kV in corrente continua.

### Impianto di segnalamento
Il sistema di segnalamento e di distanziamento treni sfrutta la nuova tecnologia ERTMS/ETCS di livello 2, che rappresenta lo standard scelto per garantire l'interoperabilità tra le linee ferroviarie europee. In particolare il sistema è costituito da un SottoSistema di Terra (SST) che comunicando con il treno (SottoSistema di Bordo, SSB) tramite una rete GSM dedicata ne gestisce l'autorizzazione al movimento; il personale di condotta dei convogli visualizza le informazioni sui display di cui sono dotate le cabine di guida, senza dover quindi osservare segnalazioni all'esterno. La linea è costituita da diverse sezioni di blocco radio formate dai più conosciuti circuiti di binario.

## Percorso
|  | Head station |

|  | Unknown route-map component "ABZgl" | Unknown route-map component "CONTfq" |  |

|  | Unknown route-map component "ABZgl" | Unknown route-map component "CONTfq" |  |

|  | Unknown route-map component "ABZg+l" | Unknown route-map component "CONTfq" |  |

|  | Station on track |

|  | Unknown route-map component "KRWgl" | Unknown route-map component "KRW+r" |  |

|  | Unknown route-map component "ABZgl" | Unknown route-map component "KRZu" | Unknown route-map component "CONTfq" |

|  | Unknown route-map component "STR2" | Unknown route-map component "STR3u" |  |

|  | Unknown route-map component "STR+1u" | Unknown route-map component "STR+4" |  |

|  | Unknown route-map component "ABZg+l" | Unknown route-map component "KRZo" | Unknown route-map component "CONTfq" |

| Unknown route-map component "CONTgq" | Unknown route-map component "KRZo" | Unknown route-map component "KRZo" | Unknown route-map component "CONTfq" |

|  | Unknown route-map component "KRWl" | Unknown route-map component "KRWg+r" |  |

| Unknown route-map component "CONTgq" | Unknown route-map component "STR+r" | Straight track |  |

| Unknown route-map component "CONTgq" | Unknown route-map component "KRZu" | Junction both to and from right |  |

|  | Unknown route-map component "KRWl" | Unknown route-map component "KRWg+r" |  |

|  | Station on track |

| 9+567     |
| (208+751) |

|  | Unknown route-map component "CONTgq" | Unknown route-map component "ABZgr" |  |

|  | Unknown route-map component "KRW+l" | Unknown route-map component "KRWgr" |  |

|  | Unknown route-map component "SKRZ-Au" | Unknown route-map component "SKRZ-Au" |  |

|  | Stop on track | Straight track |  |

|  | Enter and exit tunnel | Enter and exit tunnel |  |

|  | Stop on track | Straight track |  |

|  | Unknown route-map component "STR2u" | Unknown route-map component "STR3" |  |

|  | Unknown route-map component "STR+1" | Unknown route-map component "STR+4u" |  |

|  | Straight track | Stop on track |  |

|  | Straight track | Station on track |  |

|  | Unknown route-map component "hKRZWae" | Unknown route-map component "hKRZWae" |  |

|  | Unknown route-map component "eKRWgl" | Unknown route-map component "eKRWg+r" |  |

|  | Straight track | Stop on track |  |

|  | Unknown route-map component "KRWgl" | Unknown route-map component "KRWg+r" |  |

| 23+474  |
| 191+220 |

|  | Straight track | Station on track |  |

| (190+409) |
| 28+095    |

|  | Straight track | One way leftward | Unknown route-map component "CONTfq" |

|  | Non-passenger station/depot on track |

| Unknown route-map component "CONTgq" | Unknown route-map component "KRZo" | Unknown route-map component "CONTfq" |  |

|  | Unknown route-map component "tSTRa" |

|  | Unknown route-map component "tSTRe" |

|  | Unknown route-map component "KRWgl" | Unknown route-map component "KRW+r" |  |

|  | Unknown route-map component "ABZg+l" | Unknown route-map component "KRZo" | Unknown route-map component "CONTfq" |

|  | Straight track | Unknown route-map component "hKRZWae+GRZq" |  |

|  | Straight track | Unknown route-map component "SKRZ-Ao" |  |

|  | Station on track | Straight track |  |

| Unknown route-map component "CONTgq" | Unknown route-map component "ABZgr" | Straight track |  |

|  | Unknown route-map component "ABZgl" | Unknown route-map component "KRZo" | Unknown route-map component "CONTfq" |

|  | Unknown route-map component "KRWl" | Unknown route-map component "KRWg+r" |  |

|  |  | Track change |

|  | Unknown route-map component "KRW+l" | Unknown route-map component "KRWgr" |  |

|  | Unknown route-map component "ABZg+l" | Unknown route-map component "KRZo" | Unknown route-map component "CONTfq" |

| (3+698)  |
| (30+363) |

| Unknown route-map component "CONTgq" | Unknown route-map component "ABZg+r" | Straight track |  |

|  | Station on track | Straight track |  |

| Unknown route-map component "CONTgq" | One way rightward | Straight track |  |

|  |  | Track change |

|  |  | Unknown route-map component "tSTRa" |

|  |  | Unknown route-map component "tSTRe" |

|  |  | Unknown route-map component "hKRZWae" |

| Unknown route-map component "CONTgq" | Unknown route-map component "STR+r" | Straight track |  |

|  | Station on track | Straight track |  |

| Unknown route-map component "CONTgq" | Unknown route-map component "ABZglr" | Unknown route-map component "KRZo" | Unknown route-map component "CONTfq" |

|  | Unknown route-map component "ABZgl" | Unknown route-map component "KRZo" | Unknown route-map component "CONTfq" |

| (4+564) |
| (3+138) |

|  | Unknown route-map component "KRWl" | Unknown route-map component "KRWg+r" |  |

|  |  | Non-passenger station/depot on track |

|  | Unknown route-map component "CONTgq" | Tower station on bridge over transverse track | Unknown route-map component "CONTfq" |

|  |  | Track change |

|  | Unknown route-map component "KRW+l" | Unknown route-map component "KRWgr" |  |

|  | Unknown route-map component "ABZg+l" | Unknown route-map component "KRZo" | Unknown route-map component "CONTfq" |

| (4+474) |
| (3+676) |

| Unknown route-map component "CONTgq" | Unknown route-map component "ABZg+r" | Straight track |  |

|  | Station on track | Straight track |  |

|  | Straight track | Unknown route-map component "hKRZWae" |  |

|  | Station on track | Straight track |  |

|  | Unknown route-map component "KRWgl" | Unknown route-map component "KRWg+r" |  |

|  | Unknown route-map component "KRWg+l" | Unknown route-map component "KRWgr" |  |

|  | Non-passenger station/depot on track | Straight track |  |

|  | Unknown route-map component "ABZgl" | Unknown route-map component "KRZo" | Unknown route-map component "CONTfq" |

|  | Unknown route-map component "KRWg+l" | Unknown route-map component "KRWgr" |  |

|  | Straight track | Unknown route-map component "SKRZ-Au" |  |

| Unknown route-map component "CONTgq" | Unknown route-map component "ABZg+lr" | Unknown route-map component "KRZo" | Unknown route-map component "CONTfq" |

|  | Non-passenger station/depot on track | Straight track |  |

|  | Straight track | Non-passenger station/depot on track |  |

|  | Unknown route-map component "KRWgl" | Unknown route-map component "KRWg+r" |  |

|  | Continuation forward | Straight track |  |

|  |  | Unknown route-map component "tSTRa" |

|  |  | Unknown route-map component "tABZg+l" | Unknown route-map component "tCONTfq" |

|  |  | Unknown route-map component "tBHF" |

|  |  | Unknown route-map component "tCONTf" |

### Nel nodo ferroviario di Milano
I convogli che devono imboccare la linea da Milano percorrono la linea "Bologna" della cintura di Milano, o in casi eccezionali la linea "Genova", che collega la stazione Centrale a Milano Lambrate e a Milano Rogoredo. Durante questo percorso, la ferrovia lascia alla sua sinistra la linea "Viaggiatori", utilizzata dalla ferrovia per Domodossola e da quella per Torino, e la linea per Chiasso.
Presso Milano Lambrate è presente l'interconnessione con la linea di cintura, proveniente da Milano Certosa e diretta a Milano Rogoredo, e con la linea proveniente da Milano Greco Pirelli. Da Lambrate, inoltre, si diramano la Linea Venezia DD, la Linea Venezia LL, rispettivamente la nuova direttissima per Treviglio e la linea storica per Venezia, e la linea "merci" per Milano Smistamento.
Dopo Lambrate, la linea sovrappassa il ramo "Pioltello" del passante ferroviario di Milano per giungere a Milano Rogoredo, dove avvengono le interconnessioni con:
- la linea "Merci" proveniente da Milano Smistamento;
- la cintura sud proveniente da Milano San Cristoforo e da Milano Porta Romana, sulla quale sono instradati i convogli della ferrovia Milano-Mortara e della linea suburbana S9;
- la linea diretta a Pavia e Voghera (su cui si prosegue per Genova).

### Da Milano Rogoredo a Piacenza Est
Presso la stazione di Milano Rogoredo la linea abbandona il percorso in comune con la linea tradizionale. I convogli dell'alta velocità da e per Bologna transitano sui binari 7 e 8 di tale scalo (alcuni vi effettuano fermata ed altri no), dopodiché percorrono il doppio binario della "linea AV/AC" fino al posto di movimento di Santa Viola, presso Bologna.
Dopo Rogoredo la nuova linea affianca il doppio binario della Tradizionale fino a San Giuliano Milanese, poco prima della fermata omonima, dove avviene il sovrappasso e l'allontanamento necessario per aggirare il centro abitato di Melegnano.
Dopo Melegnano, la Linea AV/AC si riavvicina alla Tradizionale nella posizione dove fino a qualche anno fa esisteva la località di servizio Bivio Sordio, eliminata con l'attivazione del tronco Bivio Sordio – Bivio/PC Melegnano – Tavazzano.
In questo punto l'interconnessione fra le due ferrovie era a raso e ciò era causa di rallentamenti per i convogli che si dovevano immettere sulla linea AV/AC, allora denominata Bologna DD. Dopo il vecchio Bivio Sordio, la linea si riallontana dalla Tradizionale per cominciare il tratto in affiancamento all'Autostrada del Sole.
Il Bivio/P.C. Melegnano svolge il duplice ruolo di bivio ferroviario e di posto di comunicazione.
Da questa località inizia l'interconnessione di Tavazzano, la quale ha sostituito il Bivio Sordio, che permette la congiunzione a livelli sfalsati fra Tradizionale e AV/AC poco prima della stazione di Tavazzano, consentendo ai convogli che non devono effettuare fermate tra Lodi e Rogoredo di poter essere instradati sulla nuova linea senza particolari limitazioni di velocità. Presso il Bivio/PC Melegnano, inoltre, avviene il cambio dell'alimentazione elettrica, dai 3 kV in corrente continua a 25 kV/50 Hz in corrente alternata.
Il sistema di segnalamento ferroviario di tipo European Rail Traffic Management System (ERTMS) sostituisce quello tradizionale poco dopo il Bivio, nei pressi della progressiva chilometrica 190+229.
Il Posto di Movimento di Livraga è posto poco prima del sovrappasso ferroviario sulla Strada statale 234 Codognese. È dotato di un binario di servizio e da due binari di precedenza muniti di tronchini di sicurezza, i quali sono collegati ai due binari principali con scambi percorribili a 60 km/h. Inoltre sono presenti altri due scambi, percorribili a 160 km/h, che collegano fra loro i due binari di corsa, permettendo ai convogli di passare dal binario di sinistra a quello di destra in caso di necessità.
Presso Somaglia la ferrovia entra in una galleria artificiale lunga 1,019 km, sopra la quale sarà costituito un parco ritenuto necessario per mitigare l'impatto ambientale con la vicina A1, dopodiché la linea si allontana dall'autostrada per avvicinarsi a Santo Stefano Lodigiano. A meridione di questa cittadina, è presente l'interconnessione di Piacenza Ovest: essa si diparte dalla Linea AV/AC dalla località Bivio Piacenza Ovest per terminare presso il Posto di Movimento di Piacenza Ovest presente sulla linea storica Milano-Bologna, ed ha lo scopo di instradare i convogli provenienti dalla stazione di Piacenza sulla nuova linea in direzione di Milano e quelli provenienti dalla città ambrosiana di poter uscire dalla linea AV/AC, effettuare fermata presso lo scalo piacentino ed eventualmente proseguire lungo la Tradizionale, la Alessandria-Voghera-Piacenza e la Cremona-Piacenza.

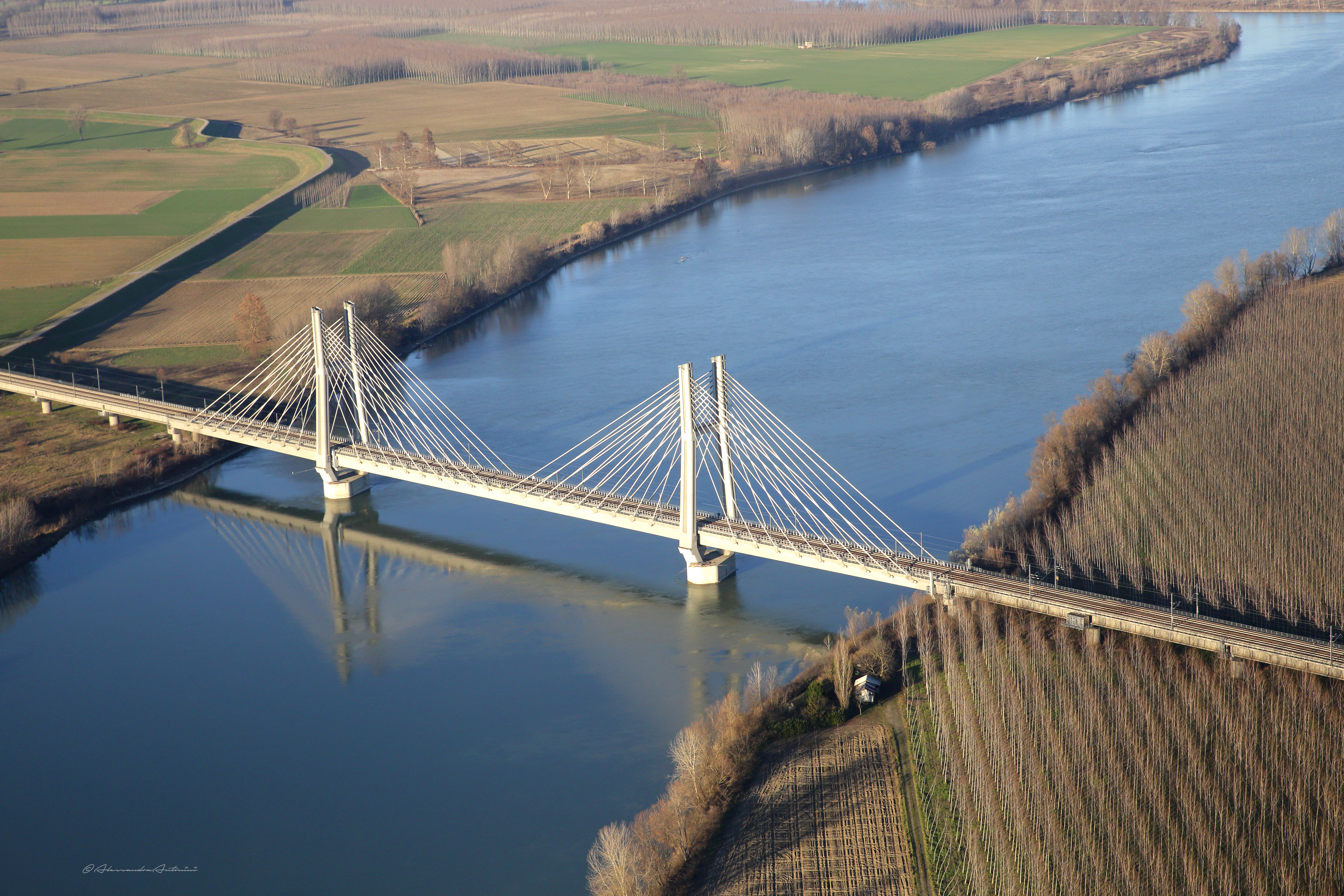
Ponte AV sul Po a Piacenza.

Dopo il Bivio Piacenza Ovest, la ferrovia scavalca in viadotto la Tradizionale e sovrappassa il fiume Po nei pressi della località Mortizza, una frazione del comune di Piacenza. Dopo aver sovrappassato l'Autostrada A21 e la Strada statale 10 Padana Inferiore, la linea si interconnette con la ferrovia Cremona-Piacenza presso il 1° Bivio Piacenza Est. Questa località di servizio è un'intersezione a livelli sfalsati che instrada i convogli che dalla stazione di Piacenza sono diretti sulla AV/AC in direzione di Bologna e quelli provenienti dalla città felsinea destinati a Piacenza e alle sue linee afferenti.

### Da Piacenza Est a Reggio Emilia AV Mediopadana
Poco dopo il 1° Bivio Piacenza Est, la ferrovia si riaffianca all'Autostrada del Sole e giunge al Posto di Comunicazione di Piacenza, il quale è dotato di due scambi percorribili a 160 km/h e che permette, in caso di necessità, il passaggio dei convogli dal binario di sinistra a quello di destra.
Circa 15 chilometri dopo il P.C. Piacenza, è presente l'interconnessione Fidenza Ovest. Questa ha lo scopo di instradare i convogli sulla ferrovia Cremona-Fidenza in direzione della stazione di Fidenza dalla quale si diparte il raccordo per Fornovo della Pontremolese. L'interconnessione è a livelli sfalsati e si dirama dal 1° Bivio Fidenza Ovest, posto nei pressi della frazione borghigiana di Castione Marchesi.
Poco prima del passaggio nei pressi di Fontanellato, che avviene nella galleria che prende il nome dalla cittadina parmigiana, è presente l'omonimo posto di comunicazione, avente la medesima dotazione del P.C. Piacenza e lo stesso obiettivo, ovvero poter spostare i convogli dal binario di sinistra a quello di destra in caso di necessità.
La linea scavalca il fiume Taro a est dell'uscita della Galleria Fontanellato e percorre in viadotto gran parte del suo percorso a nord di Parma. A sud-est della frazione parmense di Chiozzola è presente l'interconnessione di Parma Est. Questa linea di raccordo, anch'essa a livelli sfalsati, collega la stazione di Parma, sulla Tradizionale, alla linea AV/AC in direzione Bologna nei pressi del 1° Bivio Parma Est. Lo scalo parmense è punto di incontro di diverse linee regionali (ex-concesse) e statali, come la Pontremolese, la Parma – Brescia e la Parma – Suzzara, tuttavia le caratteristiche dell'interconnessione sono tali per cui essa potrà essere usata efficacemente dai convogli della Pontremolese diretti a Bologna e viceversa. L'interconnessione è stata aperta all'esercizio un anno dopo l'inaugurazione dell'intera linea AV/AC. A differenza delle altre, essa ha richiesto il completo ridisegno degli ingressi presso l'impianto parmense sia della linea per Brescia sia di quella per Suzzara.
Dopo aver passato l'interconnessione di Parma Est, la ferrovia prosegue il suo percorso a fianco dell'Autostrada A1. Nei pressi della località La Razza di Campegine sorge il Posto di Movimento di Campegine. L'impianto è dotato anch'esso di due scambi percorribili a 160 km/h, che collegano il binario di sinistra a quello di destra, e di un solo binario di precedenza, posto sul lato dispari, utilizzato dai treni diretti a Bologna.
Si incontra poi la stazione di Reggio Emilia AV Mediopadana, unica fermata intermedia per servizio viaggiatori della tratta, ubicata a nord dell'omonima città emiliana, sul viadotto che sovrappassa la ferrovia Reggio Emilia-Guastalla, nei pressi della Fiera. È dotata di due binari di precedenza collegati a quelli di corsa da deviatoi percorribili a 60 km/h. Dal 15 dicembre 2013 è in funzione una fermata di interscambio con la menzionata linea ferroviaria regionale, nell'ambito del potenziamento del servizio ferroviario suburbano Reggio Emilia San Lazzaro-Bagnolo in Piano, allo scopo di creare un collegamento ferroviario tra la stazione sulla linea AV/AC e quella sulla linea storica.

### Da Reggio Emilia AV Mediopadana a Bologna

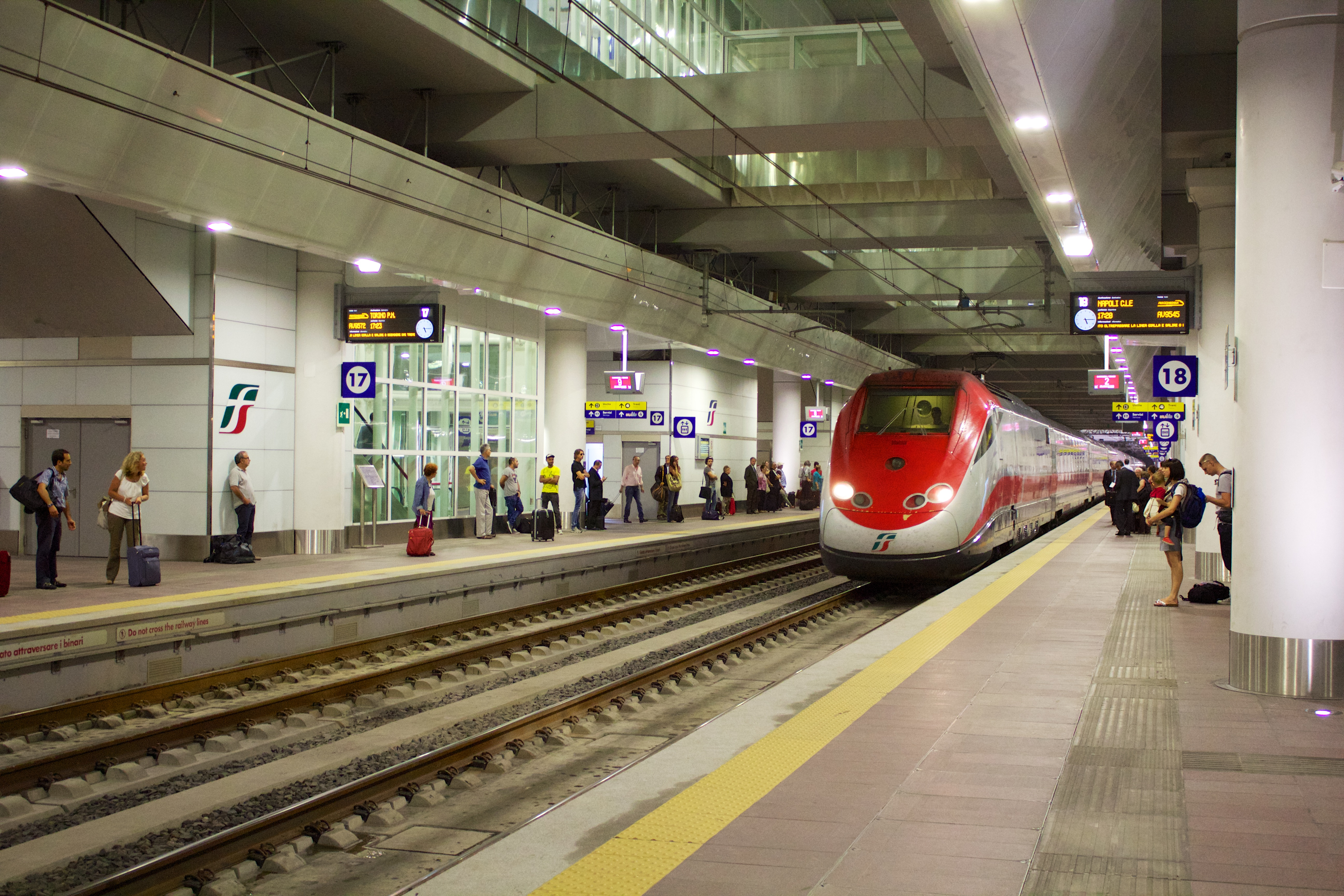
Stazione di Bologna Centrale AV sotterranea

Dopo Reggio Emilia AV Mediopadana, la linea prosegue a fianco dell'autostrada A1 fino al Posto di Comunicazione di Rubiera. Questa località di servizio è posta tra le frazioni Fontana e Osteria del comune reggiano ed è dotata di due deviatoi percorribili a 160 km/h che permettono l'instradamento dei convogli dal binario di sinistra a quello di destra. Dopo aver passato questo posto di comunicazione, la linea si allontana dall'autostrada per aggirare a nord il centro abitato di Modena affrontando una curva il cui raggio impone ai convogli AV particolari limitazioni di velocità.
A settentrione della frazione modenese di Villanova si trova l'interconnessione di Modena Ovest, che permette l'instradamento dei convogli sulla linea per Mantova e Verona, in direzione della stazione di Modena. Dopo il Bivio Modena Ovest, dove si trova la progressiva chilometrica 0+000 della citata interconnessione, la linea ferroviaria taglia la campagna a nord di Modena per poi piegare verso sud-est in direzione di Castelfranco Emilia e di Manzolino. Presso la località Cavazzona di Castelfranco si trova il Bivio Castelfranco Est, dove la linea AV/AC si riaffianca alla Tradizionale. Presso questa località di servizio si dirama anche l'interconnessione di Modena Est che collega il Bivio alla stazione di Castelfranco Emilia. In tale passaggio avviene il cambio di alimentazione inverso, dalla corrente alternata a 25000 V/50 Hz a quella continua a 3000 V.
Presso Anzola dell'Emilia si trova l'omonimo Posto di Movimento, dal quale si diparte l'interconnessione destinata al Posto di Movimento di Lavino, posto sulla linea Tradizionale, che consente ai treni della linea AV/AC di poter immettersi sulla linea di cintura bolognese.
In prossimità del Posto di Movimento Reno si trovano altre due interconnessioni con la linea storica che si dirigono verso il Posto di Movimento Santa Viola: una serve per agevolare l'ingresso e l'uscita dei convogli in direzione Milano e l'altra al corrispondente movimento dei treni in direzione Bologna. Dall'impianto di Santa Viola è possibile di conseguenza raggiungere il fascio binari di superficie della stazione di Bologna Centrale, oltre che immettere i convogli sulla Porrettana e sulla linea Verona–Bologna.
Poco dopo l'imbocco della galleria del passante di Bologna, grazie alla quale è permesso il passaggio in sotterranea della linea sotto la città felsinea, si trova il Bivio Venezia, interconnessione a doppio binario a livelli sfalsati aperta all'esercizio nel dicembre 2017, che consente l'immissione nella stazione sotterranea dei convogli provenienti dalla Bologna–Padova.
I treni giungono infine presso il fascio binari sotterraneo di Bologna Centrale, dove la maggior parte di essi effettua fermata, per poi proseguire in direzione di Firenze lungo la linea AV/AC.